# Dutch Open 2002
Die Dutch Open 2002 im Badminton fanden vom 22. bis 27. Oktober 2002 in Eindhoven statt.

## Sieger und Platzierte
| Disziplin    | Gold                          | Silber                                          | Bronze                            |
| ------------ | ----------------------------- | ----------------------------------------------- | --------------------------------- |
| Herreneinzel | Wong Choong Hann              | Lee Tsuen Seng                                  | Dicky Palyama                     |
| Herreneinzel | Wong Choong Hann              | Lee Tsuen Seng                                  | Anders Boesen                     |
| Dameneinzel  | Mia Audina                    | Marina Andrievskaia                             | Brenda Beenhakker                 |
| Dameneinzel  | Mia Audina                    | Marina Andrievskaia                             | Tracey Hallam                     |
| Herrendoppel | Ha Tae-kwon Kim Dong-moon     | Jens Eriksen Martin Lundgaard Hansen            | Michael Søgaard Jim Laugesen      |
| Herrendoppel | Ha Tae-kwon Kim Dong-moon     | Jens Eriksen Martin Lundgaard Hansen            | Yim Bang-eun Kim Yong-hyun        |
| Damendoppel  | Ann-Lou Jørgensen Rikke Olsen | Sathinee Chankrachangwong Saralee Thungthongkam | Lene Mørk Helle Nielsen           |
| Damendoppel  | Ann-Lou Jørgensen Rikke Olsen | Sathinee Chankrachangwong Saralee Thungthongkam | Joanne Muggeridge Felicity Gallup |
| Mixed        | Kim Dong-moon Lee Kyung-won   | Ha Tae-kwon Hwang Yu-mi                         | Jonas Rasmussen Rikke Olsen       |
| Mixed        | Kim Dong-moon Lee Kyung-won   | Ha Tae-kwon Hwang Yu-mi                         | Chris Bruil Lotte Jonathans       |

## Finalresultate
| Disziplin    | Sieger                        | Finalist                                        | Ergebnis   |
| ------------ | ----------------------------- | ----------------------------------------------- | ---------- |
| Herreneinzel | Wong Choong Hann              | Lee Tsuen Seng                                  | 15-6, 15-6 |
| Dameneinzel  | Mia Audina                    | Marina Andrievskaia                             | 11-8, 11-2 |
| Herrendoppel | Ha Tae-kwon Kim Dong-moon     | Jens Eriksen Martin Lundgaard Hansen            | 15-8, 15-8 |
| Damendoppel  | Ann-Lou Jørgensen Rikke Olsen | Sathinee Chankrachangwong Saralee Thungthongkam | 11-3, 11-5 |
| Mixed        | Kim Dong-moon Lee Kyung-won   | Ha Tae-kwon Hwang Yu-mi                         | 11-9, 11-2 |